# Vanhelgd

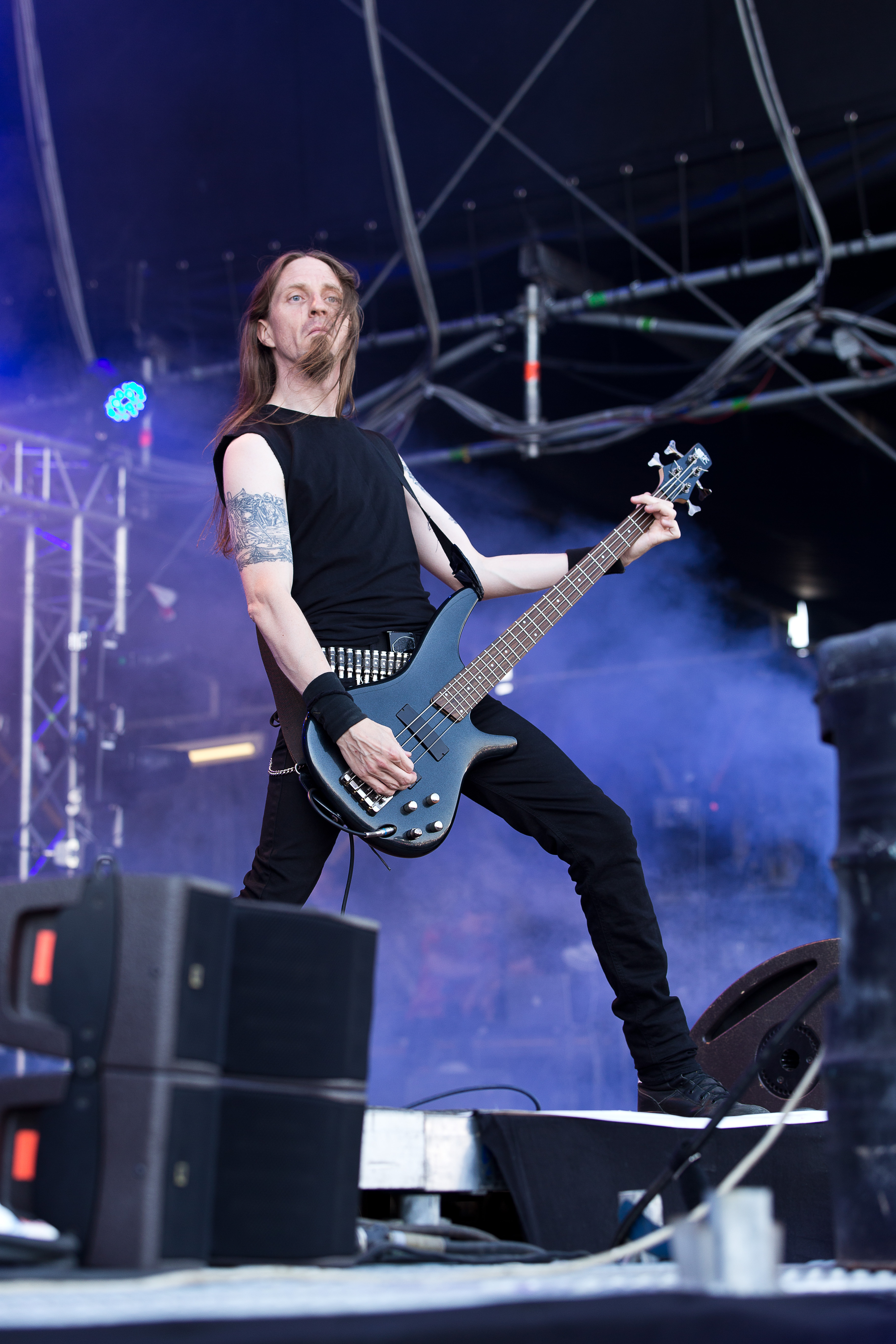
Auftritt von Vanhelgd auf dem Party.San Open Air 2015

Vanhelgd ist eine schwedische Death-Metal-Band aus Mjölby, die im Jahr 2007 gegründet wurde.

## Geschichte
Die Band wurde Ende 2007 gegründet und bestand aus dem Schlagzeuger Björn Andersson, dem Gitarristen Jimmy Johansson und dem Sänger und Gitarristen Mattias Frisk. Zusammen entwickelten sie die ersten Lieder, ehe Anfang 2008 Viktor Gustafsson als Bassist zur Gruppe kam. Es wurde ein erstes Demo aufgenommen, wovon einige Lieder im Internet veröffentlicht wurden. Danach nahm die Band acht Lieder in den Backbone Studios in Mjölby auf, woraufhin das Debütalbum Cult of Lazarus bei Crematorium Records im November 2008 erschien. Danach kam die Band mit Nuclear War Now! Productions in Kontakt, worüber 2009 das Debütalbum wiederveröffentlicht wurde. Im Sommer desselben Jahres nahm die Gruppe ein weiteres Demo auf. Das Lied Nec spe, nec metu war zudem auf dem Sampler Invocation of Death zu hören, der im Juni 2010 bei Death Invocation Records erschien. Im April 2010 begann die Band mit den Aufnahmen zum zweiten Album namens Church of Death. Nachdem die Arbeiten im September beendet worden waren, erschienen hiervon zwei Lieder auf der EP Praise the Serpent, die auf dem Nuclear War Now! Fest in Berlin, an dem die Band auch teilnahm. Church of Death wurde im Jahr 2011 veröffentlicht. Im Jahr 2013 kam Jonas Albrektson als neuer Bassist zur Besetzung. Im selben Jahr unterzeichnete die Gruppe zudem einen Vertrag bei Pulverised Records.

## Stil
Laut Scott Alisoglu von teethofthedivine.com spiele die Band zwar klassischen Death Metal, der jedoch mehr der Musik finnischer als der schwedischer Bands entsprechen würde. Viele Lieder seien zudem auf Schwedisch.

## Diskografie
- 2008: Cult of Lazarus (Album, Crematorium Records)
- 2010: Praise the Serpent (EP, Nuclear War Now! Productions)
- 2011: Church of Death (Album, Nuclear War Now! Productions)
- 2014: Relics of Sulphur Salvation (Album, Pulverised Records)
- 2016: Temple of Phobos (Album,  Pulverised Records)